# 코소보
코소보(알바니아어: Kosova 코소바, 세르비아어: Косово / Kosovo 코소보, 문화어: 꼬쏘보)는 동남유럽에 위치한 영토 분쟁 지역이자 부분적 승인 국가이다. 2008년 코소보 독립선언 이후 세르비아에서 독립해 코소보 공화국(알바니아어: Republika e Kosovës 레푸블리카 에 코소버스, 세르비아어: Република Косово / Republika Kosovo 레푸블리카 코소보)이라는 국명을 채택했다.
코소보는 발칸반도의 내륙국이다. 발칸반도 내에서 전략적 지점에 있었기 때문에 이 지역은 아드리아해, 흑해와 중앙 및 남부 유럽을 연결하는 요충지 역할을 했다. 코소보의 가장 큰 도시이자 수도는 프리슈티나로 다른 주요 지역에는 프리즈렌, 페야(페치), 자코바(자코비차) 등이 있다. 코소보는 남서쪽으로 알바니아와 국경을 접하고 있으며 남동쪽으로는 북마케도니아와 국경을 맞대고 있다. 국경 서쪽에는 몬테네그로가 있으며 북쪽과 동쪽에는 세르비아의 자치 지역 및 행정 지역이 있다. 러시아는 코소보의 정부가 다스리는 영토 내 행정 지역은 인정하고 있지만 세르비아는 코소보 메토히야 자치주라는 명칭 하에 코소보를 자기 영토라 주장하고 있다.

## 역사
코소보의 역사는 구석기 시대까지 거슬러 올라가며 빈차 문화, 스트라체보 문화, 바덴 문화로 대표된다. 고전 고대에서는 일리리아인, 다르다니안, 켈트인이 이 지역에서 거주했다. 기원전 168년 이 지역은 로마 제국에 병합되었다. 중세 시대에는 불가리아 제1제국, 비잔티움 제국, 오스만 제국이 이 지역을 다스렸다. 1389년 코소보 전투는 세르비아 중세 시기의 중요한 시기로 보기도 한다. 세르비아인들에게 코소보는 세르비아가 오스만 제국에 맞서 항전한 성지로 여겨졌다. 국가는 세르비아 중세 국가들의 핵심 지역이었고 14세기에는 세르비아 정교회가 자리잡기도 했다.
코소보는 15세기부터 20세기 초까지 오스만 제국의 영토였다. 19세기 말 코소보는 알바니아 민족자각운동의 중심지가 되었다. 제1차 발칸 전쟁에서 오스만 제국이 패배한 이후 1913년 런던 조약에서 오스만 제국은 코소보를 세르비아와 몬테네그로에 할양했다. 세르비아와 몬테네그로 두 국가 모두 제1차 세계 대전 이후 유고슬라비아 왕국에 참여했고, 유고슬라비아 통일주의 하에 제2차 세계 대전 이후 유고슬라비아 사회주의 연방 공화국의 헌법 하에 코소보 메토히야 자치주가 탄생했다.
코소보 내 알바니아인과 세르비아인 공동체 간의 갈등은 20세기에 심화되고 있었다. 코소보는 원래 1971년부터 알바니아인들에게 자치가 허용된 지역이었다. 1992년에는 공산주의 체제의 붕괴로 민족주의가 대두되어 각지에서 독립을 외치자 세르비아 정부가 자치권을 박탈하였다. 1990년대에 코소보에 거주하고 있던 소수의 세르비아인들은 코소보 인구의 대다수를 차지하고 있던 알바니아인들을 문화 탄압, 일자리 박탈, 인종 정화라는 이름의 학살로 탄압했다.
1998년부터 1999년까지 일어난 코소보 전쟁에서 북대서양 조약 기구가 개입하면서 코소보는 유엔의 통치를 받는 자치 지역이 되었다. 2008년 2월 17일 코소보는 세르비아로부터 독립선언을 했고, 2019년 11월 22일 기준으로 93개의 유엔 회원국과 중화민국, 쿡 제도, 니우에로부터 독립을 승인받았다. 러시아는 코소보를 국가로 승인하진 않았지만, 2013년 브뤼셀 협정에서 입법 기구의 적법성만 승인했다.

## 지형
이 지역은 2개의 큰 산간분지로 이루어져 있다. 동쪽의 코소보 분지에는 시트니차강이 흐르며, 서쪽의 메토히야 분지에는 알바니아와 경계를 이루는 벨리드림강이 흐른다.

## 인구와 주민
2011년 조사에 따르면, 주민의 민족 구성은 코소보인(알바니아인)이 92.9%로 거의 대부분을 차지하고, 그 밖의 주요 민족은 아래의 언어 사용자 구성 비율과 거의 같다.

### 언어
공용어는 알바니아어와 세르비아어이다. 이 중 알바니아어를 모어(母語)로 사용하는 주민이 전체 인구의 94.5%를 차지해 압도적으로 많다. 그 밖에 보스니아어 사용자가 1.7%, 세르비아어 사용자가 1.6%, 튀르키예어 사용자가 1.1%, 롬어(집시어) 사용자가 0.9%를 점한다. 공용어는 알바니아어와 세르비아어이다.

### 세르비아인 다수 거주지

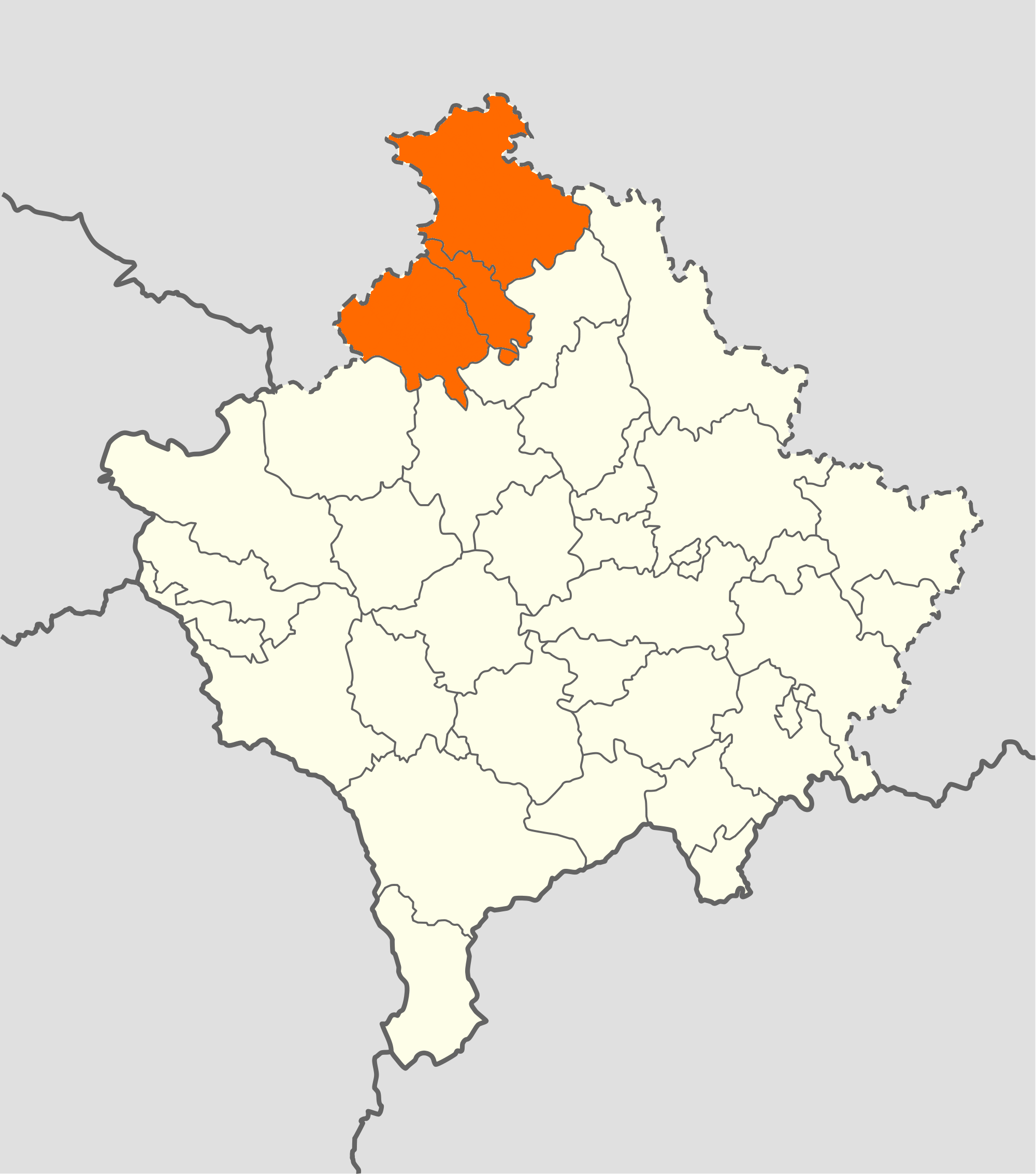
오렌지색 : 북코소보 (4개 지자체)
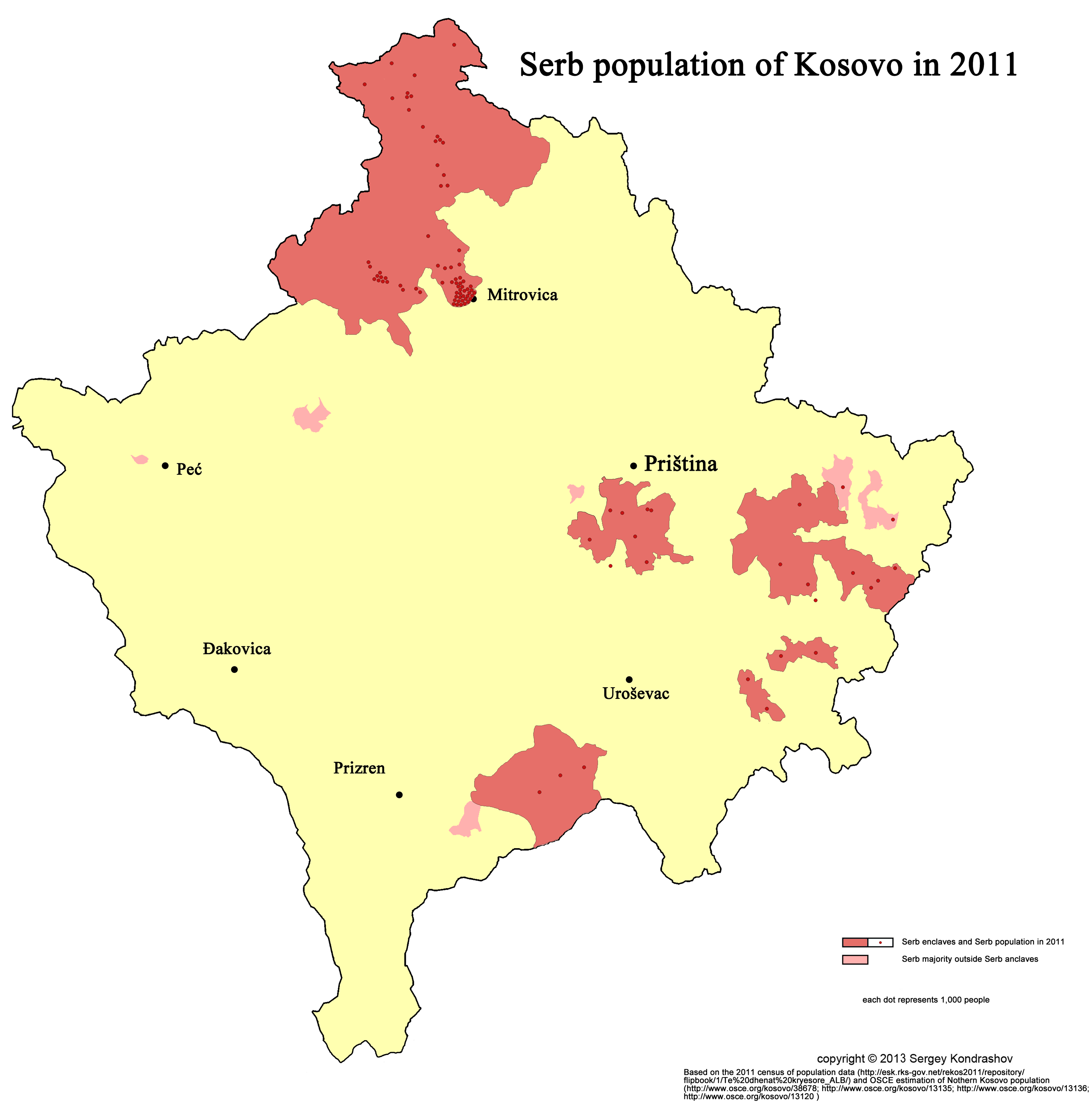
붉은 색 : 코소보의 세르비아인 다수 거주 지역
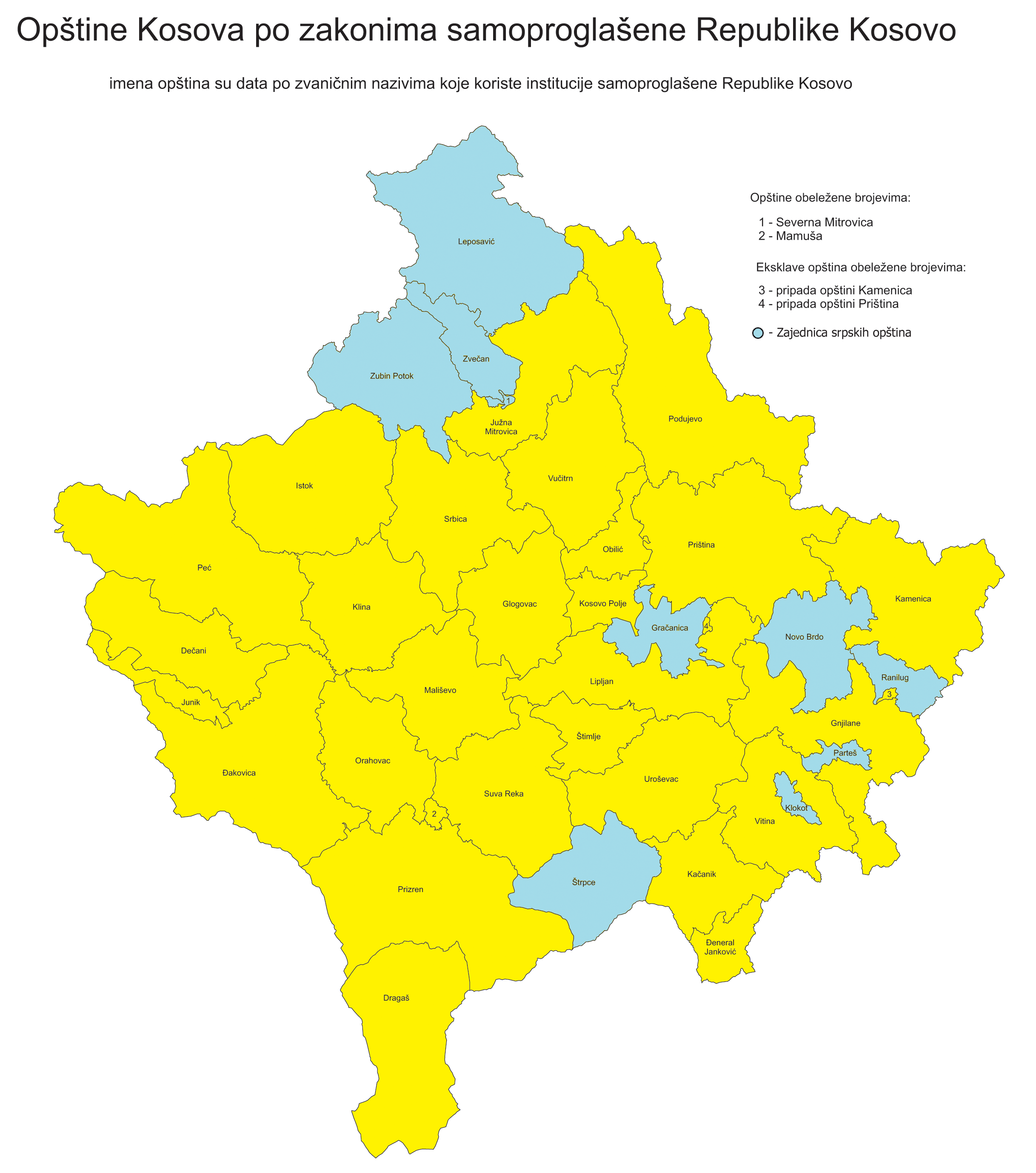
하늘색 : 코소보의 세르비아인 다수 거주 지역 (북부: 4개 지자체, 남부: 6개 지자체)

## 종교
코소보에는 이슬람교 신자가 95.6%를 차지해 압도적으로 많으며, 로마 가톨릭 신자가 2.2%, 동방 정교회 신자가 1.5% 있다.

## 도시
동쪽의 주요 도시는 수도인 프리슈티나와 미트로비차(코소브시카미트로비차)가 있다. 서쪽의 주요 도시로는 페야(페치)와 프리즈렌이 있다.

## 산업
광물자원으로 갈탄·석유·마그네사이트 등이 있다. 이 지역은 구 유고슬라비아 소속이었던 국가들 중에서 가장 개발이 안 된 곳이지만 발칸반도에서 토지가 비옥한 지역 가운데 하나이며, 곡물(밀·콩·옥수수)을 비롯해 채소·담배·대마·사과·포도 재배 등이 활발하다.

## 외교

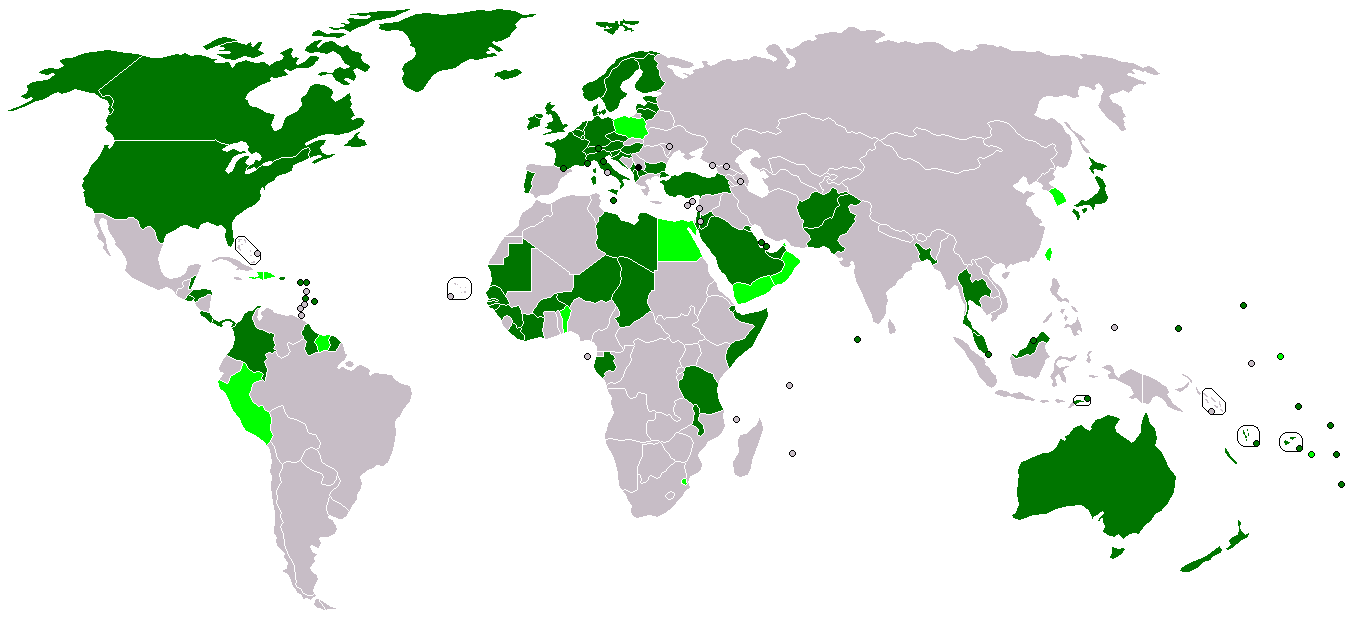
- 짙은 녹색 : 수교국
- 옅은 녹색 : 국가승인을 하였으나 미수교국

코소보는 2019년 11월 22일 기준으로 93개 유엔 회원국으로부터 독립 국가로 승인받았으나, 세르비아는 코소보의 독립을 승인하지 않고 있으며, 유엔 안전 보장 이사회의 상임이사국인 러시아, 중국 등도 유사한 입장이어서 유엔에 가입하지 못하고 있다.
구 유고슬라비아 소속이었던 국가들 중에서는 세르비아와 보스니아 헤르체고비나를 제외한 크로아티아, 슬로베니아, 북마케도니아, 몬테네그로로부터 국가로 승인받고 있다.

### 국제 스포츠
코소보는 2014년에 국제 올림픽 위원회(IOC)에 가입하여 올림픽 참가 자격을 취득했으며, 브라질 리우데자네이루에서 열린 2016년 하계 올림픽에서 코소보의 국기를 달고 처음으로 참가해 여자 유도에서 금메달 1개를 획득하였다. 일본 도쿄에서 열린 2020년 하계 올림픽에서도 여자 유도에서 금메달 2개를 획득하며 유도 강국으로 떠오르고 있다.
2008년에 독립 선언을 하였지만, 2012년 런던 하계 올림픽에는 참가 자격이 없어서 일부 선수들이 알바니아 국적으로 참가하였다.
코소보가 독립한 이후 코소보 선수단은 대한민국 평창에서 열린 2018년 동계 올림픽에서 처음으로 동계 올림픽에 참가하였으나, 메달은 획득하지 못했다.

## 문화

### 음식

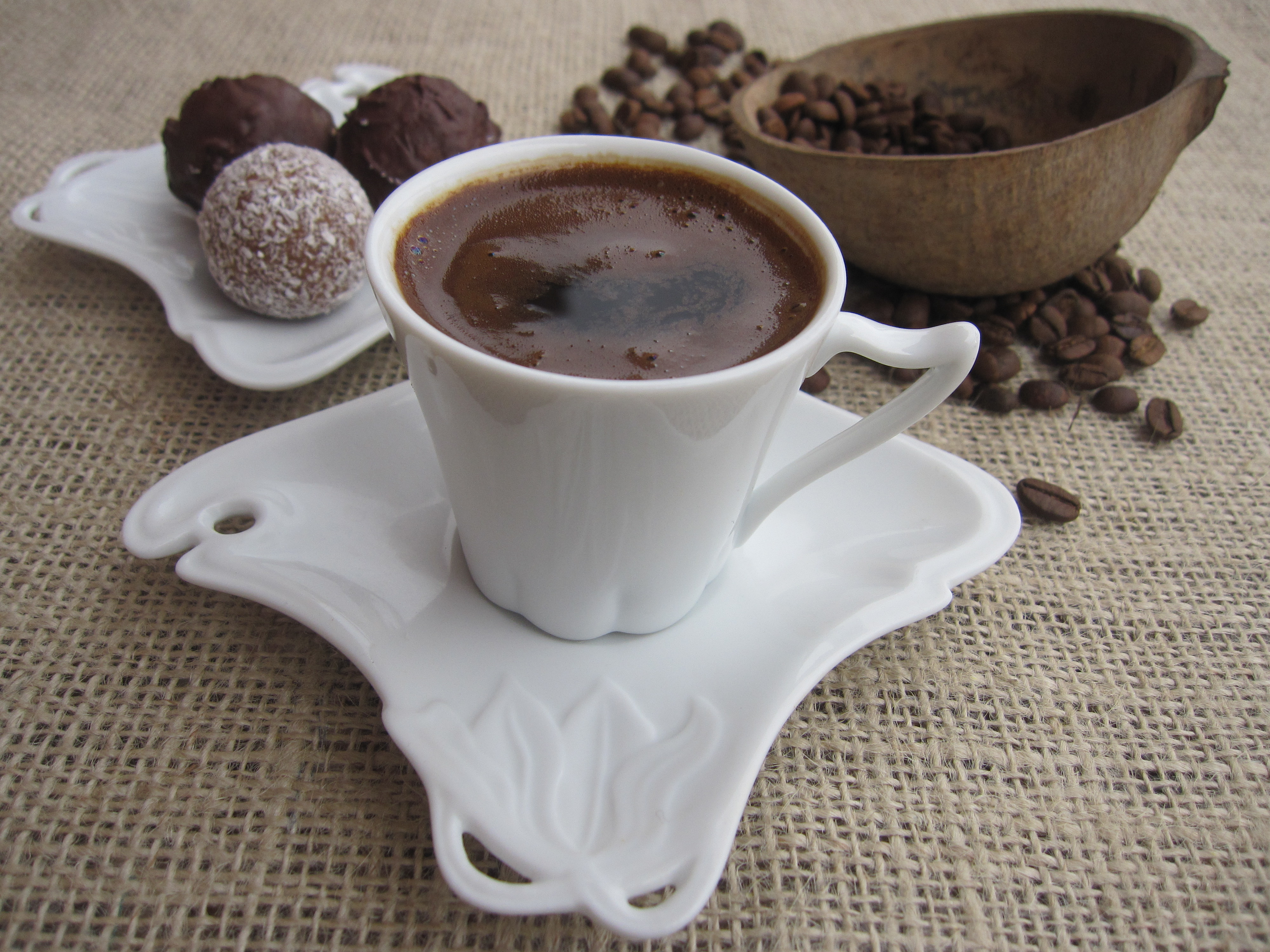

코소보 요리는 주변 국가의 요리와 비슷하며, 터키 요리와 알바니아 요리의 영향을 크게 받는다. 일반적인 음식에는 뵈레크, 파이, 플리아, 케밥, 수주크 및 기타 소시지, 박제 피망, 양고기, 콩, 사르마, 부리얀, 피타 및 쌀이 포함된다. 빵과 유제품은 코소보 요리에서 중요한 주식이다.